# Game Don't Wait
Game Don't Wait è un singolo di Warren G in collaborazione con Nate Dogg e Snoop Dogg, secondo estratto dal suo terzo album in studio, I Want It All, pubblicato il 9 settembre del 1999.
Del brano ne è stato fatto un remix ufficiale in collaborazione col rapper Xzibit.
Il brano è considerato essere il primo passo verso la rinascita del collettivo 213, che in seguito pubblicherà nel 2004 il loro unico disco, The Hard Way.

## Tracce
Nell'a-side del singolo è presente il remix del brano e nel b-side il brano originale.
- Lato A

1. Game Don't Wait (Remix Clean) – 3:35
2. Game Don't Wait (Remix Instrumental) – 3:33
3. Game Don't Wait (Remix A Cappella) – 3:04

- Lato B

1. Game Don't Wait (LP Version) – 4:15
2. Game Don't Wait (Clean) – 4:15
3. Game Don't Wait (Instrumental) – 4:15
4. Game Don't Wait (A Cappella) – 4:15

## Classifiche
| Classifica (2000)                    | Posizione massima |
| ------------------------------------ | ----------------- |
| Stati Uniti                          | 95                |
| U.S. Billboard Hot R&B/Hip-Hop Songs | 40                |